# Liste von Kathedralen in Nordamerika

## Grönland
| Bundesstaat | Ort     | Name                  | Konfession         | Bauzeit      | Anmerkungen               |
| ----------- | ------- | --------------------- | ------------------ | ------------ | ------------------------- |
|             | Nuuk    | Erlöserkirche         | evangelisch        | 1849 geweiht |                           |
|             | Igaliku | Kathedrale von Garðar | römisch-katholisch | ab 1126      | Bistum 1377 untergegangen |

## Kanada
| Bundesstaat              | Ort                         | Name                                             | Konfession                                    | Bauzeit                                    | Anmerkungen |
| ------------------------ | --------------------------- | ------------------------------------------------ | --------------------------------------------- | ------------------------------------------ | --- |
| Alberta                  | Calgary                     | St. Mary’s Cathedral                             | römisch-katholisch                            | 1957(Vorgängerbauten 1883 und 1887–1889)   | Kathedrale des Bistums Calgary seit 1910                                                                          |
| Alberta                  | Calgary                     | Cathedral Church of the Redeemer                 | anglikanisch                                  | 1905 (Vorgängerbau 1884)                   | Kathedrale der Diözese Calgary                                                                                    |
| Alberta                  | Edmonton                    | All Saints’ Cathedral                            | anglikanisch                                  | 1956 (Vorgängerbau 1875)                   | Kathedrale der Diözese Edmonton                                                                                   |
| Alberta                  | Edmonton                    | St. Joseph Cathedral                             | römisch-katholisch                            | 1963 (Vorgängerbau 1891)                   | Kathedrale des Erzbistums Edmonton seit 1925                                                                      |
| Alberta                  | Edmonton                    | St. Josaphat’s Cathedral                         | ukrainisch-katholisch                         | 1904, ausgebaut 1913, Kathedrale seit 1948 | Kathedrale der Eparchie von Edmonton                                                                              |
| Alberta                  | Edmonton                    | St. John Cathedral                               | Ukrainische Orthodoxe Kirche in Kanada        | 1965                                       | Kathedrale der Westdiözese (British Columbia und Alberta)                                                         |
| Alberta                  | Edmonton                    | St. Barbara’s Cathedral                          | russisch-orthodoxe Kirche von Kanada          | 1908 errichtet, 1959 umgebaut              | Kathedrale des Patriarchats der russisch-orthodoxen Kirche in Kanada                                              |
| Alberta                  | Edmonton                    | All Saint’s Cathedral                            | Orthodoxe Kirche von Kanada                   | ?                                          | Kathedrale der Archeparchie Edmonton und West-Kanada                                                              |
| Alberta                  | Edmonton                    | St. Vladimir’s Cathedral                         | russisch-orthodoxe Kirche außerhalb Russlands | 1940 (ca.)                                 | Kathedrale der Diözese von Edmonton und West-Kanada                                                               |
| Alberta                  | McLennan                    | Saint-Jean-Baptiste Cathedral                    | römisch-katholisch                            | 1928                                       | Kathedrale des Erzbistums Grouard-McLennan                                                                        |
| Alberta                  | Peace River                 | St. James’ Cathedral                             | anglikanisch                                  | ?                                          | Kathedrale der Diözese Athabasca                                                                                  |
| Alberta                  | Saint Paul                  | St. Paul’s Cathedral                             | römisch-katholisch                            | 1909                                       | Kathedrale des Bistums Saint Paul in Alberta                                                                      |
| British Columbia         | Kamloops                    | Sacred Heart Cathedral                           | römisch-katholisch                            | 1921 (Vorgängerbau 1887)                   | Kathedrale des Bistums Kamloops                                                                                   |
| British Columbia         | Kamloops                    | St. Paul’s Cathedral                             | anglikanisch                                  | ?                                          | ehemalige Kathedrale des aufgelösten Bistums Cariboo                                                              |
| British Columbia         | Kelowna                     | Cathedral Church of St. Michael and All Angels   | anglikanisch                                  | 1911                                       | Kathedrale der Diözese Kootenay                                                                                   |
| British Columbia         | Nelson                      | St. Saviour’s Pro-Cathedral                      | anglikanisch                                  | ?                                          | |
| British Columbia         | Nelson                      | Mary Immaculate Cathedral                        | römisch-katholisch                            | 1890                                       | Kathedrale des Bistums Nelson                                                                                     |
| British Columbia         | New Westminster             | Holy Trinity Cathedral                           | anglikanisch                                  | ?                                          | bis 1929 Kathedrale der Diözese New Westminster, heute Sitz in Vancouver                                          |
| British Columbia         | New Westminster             | Holy Eucharist Cathedral                         | ukrainisch-katholisch                         | ?                                          | Kathedrale der Eparchie New Westminster                                                                           |
| British Columbia         | Prince George               | Sacred Heart Cathedral                           | römisch-katholisch                            | 1869                                       | Kathedrale des Bistums Prince George                                                                              |
| British Columbia         | Prince Rupert               | Cathedral Church of St. Andrew                   | anglikanisch                                  | ?                                          | Kathedrale der Diözese Caledonia                                                                                  |
| British Columbia         | Vancouver                   | Christ Church Cathedral                          | anglikanisch                                  | 1894–1895                                  | Kathedrale der Diözese New Westminster                                                                            |
| British Columbia         | Vancouver                   | Holy Rosary Cathedral                            | römisch-katholisch                            | 1899–1900 (Vorgängerbau 1889)              | Kathedrale des Erzbistums Vancouver                                                                               |
| British Columbia         | Vancouver                   | Holy Trinity Cathedral                           | Ukrainisch-orthodoxe Kirche von Kanada        | ?                                          | Kathedrale der Diözese British Columbia                                                                           |
| British Columbia         | Victoria                    | St. Andrew’s Cathedral                           | römisch-katholisch                            | 1890–1892 (Vorgängerbauten 1858 bzw. 1884) | Kathedrale des Bistums Victoria                                                                                   |
| British Columbia         | Victoria                    | Christ Church Cathedral                          | anglikanisch                                  | 1929 (Vorgängerbauten 1856 und 1872)       | Kathedrale der Diözese British Columbia                                                                           |
| British Columbia         | Victoria                    | Cathedral of Saint John the Evangelist           | anglikanisch-katholisch                       | ?                                          | Kathedrale der anglikanisch-katholischen Kirche Kanada                                                            |
| Manitoba                 | Brandon                     | Cathedral Church of St. Matthew                  | anglikanisch                                  | 1912–1913                                  | Kathedrale der Dipzese Brandon                                                                                    |
| Manitoba                 | Churchill                   | Cathedral of the Canadian Martyrs                | römisch-katholisch                            | ?                                          | Kathedrale des Bistums Churchill-Baie d’Hudson                                                                    |
| Manitoba                 | Saint-Boniface              | Saint-Boniface Cathedral                         | römisch-katholisch                            | 1818, Neubau 1972                          | Kathedrale des Erzbistums Saint-Boniface                                                                          |
| Manitoba                 | The Pas                     | Our Lady of the Sacred Heart Cathedral           | römisch-katholisch                            | 1911                                       | Kathedrale des Erzbistums Keewatin-LePas                                                                          |
| Manitoba                 | Winnipeg                    | St. Mary Cathedral                               | römisch-katholisch                            | 1876                                       | Kathedrale des Erzbistums Winnipeg                                                                                |
| Manitoba                 | Winnipeg                    | Cathedral of St. John                            | anglikanisch                                  | 1926 (Vorgängerbau 1822)                   | Kathedrale der Diözese Rupert’s Land                                                                              |
| Manitoba                 | Winnipeg                    | Cathedral of Sts. Vladimir and Olga              | ukrainisch-katholisch                         | 1951                                       | Kathedrale der Archeparchy Winnipeg                                                                               |
| Manitoba                 | Winnipeg                    | Holy Trinity Metropolitan Cathedral              | Ukrainisch-orthodoxe Kirche von Kanada        | 1949–1962                                  | Kathedrale der Diözese Manitoba                                                                                   |
| New Brunswick            | Bathurst                    | Cathédrale Sacré-Coeur                           | römisch-katholisch                            | 1881                                       | Kathedrale des Bistums Bathurst                                                                                   |
| New Brunswick            | Edmundston                  | Immaculée-Conception Cathedral                   | römisch-katholisch                            | 1880                                       | Kathedrale des Bistums Edmundston                                                                                 |
| New Brunswick            | Fredericton                 | Christ Church Cathedral                          | anglikanisch                                  | 1845–1853, erneuert 1912                   | Kathedrale der Diözese Fredericton                                                                                |
| New Brunswick            | Moncton                     | Notre-Dame-de-l’Assomption Cathedral             | römisch-katholisch                            | 1914                                       | Kathedrale des Erzbistums Moncton                                                                                 |
| New Brunswick            | Saint John                  | Cathedral of the Immaculate Conception           | römisch-katholisch                            | 1855                                       | Kathedrale des Bistums Saint John, New Brunswick                                                                  |
| Neufundland und Labrador | Corner Brook                | Holy Redeemer Cathedral                          | römisch-katholisch                            | 1926                                       | Kathedrale des Bistums St. George’s - Corner Brook und Labrador                                                   |
| Neufundland und Labrador | Corner Brook                | Cathedral Church of St. John the Evangelist      | anglikanisch                                  | ?                                          | Kathedrale der Diözese West-Neufundland                                                                           |
| Neufundland und Labrador | Gander                      | St. Martin’s Cathedral                           | anglikanisch                                  | 1957                                       | Kathedrale der Diözese Zentral-Neufundland (Prokathedrale seit 1975)                                              |
| Neufundland und Labrador | Grand Falls-Windsor         | Immaculate Conception Cathedral                  | römisch-katholisch                            | 1912                                       | Kathedrale der Diözese Grand Falls                                                                                |
| Neufundland und Labrador | Harbour Grace               | Immaculate Conception Pro-Cathedral              | römisch-katholisch                            | 1785                                       | frühere Kathedrale der Diözese Grand Falls                                                                        |
| Neufundland und Labrador | Labrador City               | Basilica of Our Lady of Perpetual Help           | römisch-katholisch                            | 1960                                       | frühere Kathedrale des Bistums Labrador                                                                           |
| Neufundland und Labrador | St. George’s                | St. Joseph Pro-Cathedral                         | römisch-katholisch                            | 1850                                       | frühere Kathedrale des Bistums St. George’s - Corner Brook und Labrador                                           |
| Neufundland und Labrador | St. John’s                  | Cathedral Basilica of St. John the Baptist       | römisch-katholisch                            | 1841–1855 (Vorgängerbau 1784)              | Kathedrale des Erzbistums St. John’s Newfoundland                                                                 |
| Neufundland und Labrador | St. John’s                  | Cathedral of St. John the Baptist                | anglikanisch                                  | 1847–1885                                  | Kathedrale der Diözese Ost-Neufundland und Labrador                                                               |
| Nordwest-Territorien     | Fort Smith                  | Saint-Joseph Cathedral                           | römisch-katholisch                            | 1876                                       | Kathedrale des Bistums Mackenzie-Fort Smith                                                                       |
| Nova Scotia              | Antigonish                  | St. Ninian Cathedral                             | römisch-katholisch                            | 1874                                       | Kathedrale des Bistums Antigonish                                                                                 |
| Nova Scotia              | Arishat                     | Notre Dame de l’Assomption Pro-Cathedral         | römisch-katholisch                            | 1736                                       | frühere Kathedrale des Bistums Antigonish                                                                         |
| Nova Scotia              | Halifax                     | St. Paul’s Cathedral                             | anglikanisch                                  | 1787–1865                                  | |
| Nova Scotia              | Halifax                     | All Saints’ Cathedral                            | anglikanisch                                  | 1905–1910 (Vorgängerbau 1787)              | Kathedrale der Diözese Nova Scotia und Prince-Edward-Islands                                                      |
| Nova Scotia              | Halifax                     | St. Mary’s Cathedral                             | römisch-katholisch                            | 1820–1899                                  | Kathedrale des Erzbistums Halifax                                                                                 |
| Nova Scotia              | Yarmouth                    | St. Ambrose Cathedral                            | römisch-katholisch                            | 1862                                       | Kathedrale des Bistums Yarmouth                                                                                   |
| Nunavut                  | Iqaluit                     | St. Jude’s Cathedral                             | anglikanisch                                  | 2004 zerstört                              | Kathedrale der Diözese Arktis (Nunavut und Nordwest-Territorien)                                                  |
| Ontario                  | Alexandria                  | St. Finnan Cathedral                             | römisch-katholisch                            | ?                                          | Kathedrale des Bistums Alexandria-Cornwall                                                                        |
| Ontario                  | Cornwall                    | Co-Cathedral of the Nativity                     | römisch-katholisch                            | ?                                          | Konkathedrale des Bistums Alexandria-Cornwall                                                                     |
| Ontario                  | Haileybury                  | Sainte Croix Pro-Cathedral                       | römisch-katholisch                            | 1904                                       | Prokathedrale des Bistums Timmins                                                                                 |
| Ontario                  | Hamilton                    | Kathedralbasilika Christkönig                    | römisch-katholisch                            | 1931–1933                                  | Kathedrale der Diözese Hamilton                                                                                   |
| Ontario                  | Hamilton                    | St. Mary’s Pro-Cathedral                         | römisch-katholisch                            | 1836                                       | frühere Kathedrale der Diözese Hamilton                                                                           |
| Ontario                  | Hamilton                    | Christ’s Church Cathedral                        | anglikanisch                                  | 1835                                       | Kathedrale der Diözese Niagara                                                                                    |
| Ontario                  | Hamilton                    | St. Nikolas Cathedral                            | serbisch-orthodox                             | ?                                          | Kathedrale der Diözese Ontario                                                                                    |
| Ontario                  | Hearst                      | Notre-Dame-de-l’Assomption Cathedral             | römisch-katholisch                            | ?                                          | Kathedrale des Bistums Hearst                                                                                     |
| Ontario                  | Keewatin                    | St. Alban’s Cathedral                            | anglikanisch                                  | ?                                          | Kathedrale der Diözese Keewatin                                                                                   |
| Ontario                  | Kenora                      | St. Alban’s Cathedral                            | anglikanisch                                  | ?                                          | |
| Ontario                  | Kingston                    | St. George’s Cathedral                           | anglikanisch                                  | 1825–1828 (Vorgängerbau 1792)              | Kathedrale der Diözese Ontario                                                                                    |
| Ontario                  | Kingston                    | St. Mary’s Cathedral                             | römisch-katholisch                            | 1843–1848                                  | Kathedrale des Erzbistums Kingston                                                                                |
| Ontario                  | London                      | St. Peter’s Cathedral Basilica                   | römisch-katholisch                            | 1880–1885                                  | Kathedrale des Bistums London                                                                                     |
| Ontario                  | London                      | St. Paul’s Cathedral                             | anglikanisch                                  | 1834, erneuert 1846, erweitert 1894        | Kathedrale der Diözese Huron                                                                                      |
| Ontario                  | Markham                     | Cathedral of the Transfiguration of Our Lord     | slowakisch-byzantinisch-katholisch            | ab 1984                                    | ehemalige Kathedrale des slowakischen Kirche, seit 2016 melkitische Kirche                                        |
| Ontario                  | Moosonee                    | Christ the King Cathedral                        | römisch-katholisch                            | ?                                          | Kathedrale des Bistums Moosonee                                                                                   |
| Ontario                  | North Bay                   | Assumption Pro-Cathedral                         | römisch-katholisch                            | ?                                          | |
| Ontario                  | Ottawa                      | Christ Church Cathedral                          | anglikanisch                                  | 1872 (Vorgängerbau 1828)                   | Kathedrale der Diözese Ottawa                                                                                     |
| Ontario                  | Ottawa                      | Annunciation Cathedral                           | Orthodoxe Kirche in Amerika                   | ?                                          | Kathedrale der Erzdiözese Kanada (Bischofssitz in Spencerville)                                                   |
| Ontario                  | Ottawa                      | Notre-Dame de Ottawa Cathedral Basilica          | römisch-katholisch                            | 1841–1844 (Vorgängerbau 1832)              | Kathedrale des Erzbistums Ottawa seit 1847                                                                        |
| Ontario                  | Ottawa                      | St. Elias Cathedral                              | antiochenisch-orthodox                        | ?                                          | Kathedrale der Diözese von Ottawa, Ost-Kanada und New York                                                        |
| Ontario                  | Ottawa                      | Cathedral of the Annunciation                    | anglikanisch-katholisch                       | ?                                          | Kathedrale der anglikanisch-katholischen Kirche in Kanada                                                         |
| Ontario                  | Pembroke                    | St. Columbkille Cathedral                        | römisch-katholisch                            | ?                                          | Kathedrale des Bistums Pembroke                                                                                   |
| Ontario                  | Peterborough                | Saint Peter-in-Chains Cathedral                  | römisch-katholisch                            | 1837–1838 (Kathedrale seit 1882)           | Kathedrale des Bistums Peterborough                                                                               |
| Ontario                  | St. Catharines              | Cathedral of St. Catherine of Alexandria         | römisch-katholisch                            | 1832                                       | Kathedrale des Bistums St. Catharines                                                                             |
| Ontario                  | Sault Ste. Marie            | Precious Blood Cathedral                         | römisch-katholisch                            | ?                                          | Kathedrale des Bistums Sault Ste. Marie                                                                           |
| Ontario                  | Thunder Bay                 | St. Patrick Cathedral                            | römisch-katholisch                            | 1893                                       | Kathedrale des Bistums Thunder Bay                                                                                |
| Ontario                  | Timmins                     | Cathédrale Saint-Antoine-de-Padoue               | römisch-katholisch                            | 1912                                       | Kathedrale des Bistums Timmins                                                                                    |
| Ontario                  | Timmins                     | St. Matthew’s Cathedral                          | anglikanisch                                  | ?                                          | Kathedrale der Diözese Moosonee                                                                                   |
| Ontario                  | Toronto                     | St. Michael’s Cathedral                          | römisch-katholisch                            | 1848                                       | Kathedrale des Erzbistums Toronto                                                                                 |
| Ontario                  | Toronto                     | St. Paul’s Basilica Pro-Cathedral                | römisch-katholisch                            | 1812                                       | frühere Kathedrale des Erzbistums Toronto                                                                         |
| Ontario                  | Toronto                     | St. Josaphat’s Cathedral                         | ukrainisch-katholisch                         | ?                                          | Kathedrale der Eparchie Toronto                                                                                   |
| Ontario                  | Toronto                     | St. John’s Cathedral                             | polnisch-national katholisch                  | 1885                                       | Kathedrale der polnisch-national katholischen Kirche von Kanada                                                   |
| Ontario                  | Toronto                     | St. James Cathedral                              | anglikanisch                                  | 1797, neu gebaut 1844                      | Kathedrale der Diözese Toronto                                                                                    |
| Ontario                  | Toronto                     | Cathedral of the Annunciation of the Virgin Mary | griechisch-orthodox                           | ?                                          | |
| Ontario                  | Toronto                     | Christ the Saviour Sobor Cathedral               | Orthodoxe Kirche von Kanada                   | 1916                                       | |
| Ontario                  | Toronto                     | St. Mark’s Coptic Orthodox Cathedral             | koptisch-orthodox                             | ?                                          | Kathedrale der Erzdiözese Nordamerika des Patriarchats von Alexandria                                             |
| Ontario                  | Toronto                     | St. Clement of Ohrid Cathedral                   | mazedonisch-orthodox                          | 1964–1965                                  | Kathedrale der mazedonisch-orthodoxen Kirche Kanada                                                               |
| Ontario                  | Toronto                     | St. Andrew’s Evangelical Lutheran Church         | estnisch-evangelisch-lutherisch               | ?                                          | Amtssitz der EELK im Ausland                                                                                      |
| Ontario                  | Toronto                     | Ss. Cyril and Methodius Cathedral                | bulgarisch-orthodox                           | ?                                          | |
| Ontario                  | Toronto                     | St. Volodymyr’s Cathedral                        | Ukrainisch-orthodoxe Kirche von Kanada        | 1946–1948                                  | Kathedrale der Diözese Ontario seit 1951                                                                          |
| Ontario                  | Windsor (Ontario)           | Assumption Parish (Pro-Cathedral of Saginaw)     | römisch-katholisch                            | 1767                                       | frühere Kathedrale des Bistums London                                                                             |
| Ontario                  | Windsor (Ontario)           | St. George Cathedral                             | rumänisch-orthodox                            | ?                                          | Kathedrale der Erzdiözese Amerika und Kanada                                                                      |
| Prince Edward Island     | Charlottetown               | Kathedralbasilika St. Dunstan                    | römisch-katholisch                            | 1907, 1916 neu aufgebaut                   | Kathedrale der Diözese Charlottetown                                                                              |
| Prince Edward Island     | Charlottetown               | St. Peter’s Cathedral                            | anglikanisch                                  | 1869                                       | Kathedrale der Diözese Nova Scotia und Prince Edward Islands                                                      |
| Québec                   | Amos                        | Cathédrale Sainte-Thérèse-d’Avila                | römisch-katholisch                            | 1913                                       | Kathedrale des Bistums Amos                                                                                       |
| Québec                   | Baie-Comeau                 | Saint-Jean-Eudes Cathedral                       | römisch-katholisch                            | 1951                                       | Kathedrale des Bistums Baie-Comeau                                                                                |
| Québec                   | Baie-Comeau                 | Sainte-Amélie Pro-Cathedral                      | römisch-katholisch                            | 1948                                       | frühere Kathedrale des Bistums Baie-Comeau                                                                        |
| Québec                   | Chicoutimi                  | Cathédrale Saint-François-Xavier                 | römisch-katholisch                            | 1859                                       | Kathedrale des Bistums Chicoutimi                                                                                 |
| Québec                   | Gaspé                       | Christ-Roi Cathedral                             | römisch-katholisch                            | 1875                                       | Kathedrale des Bistums Gaspé                                                                                      |
| Québec                   | Gatineau                    | Saint-Jean-Marie-Vianney Cathedral               | römisch-katholisch                            | 1926                                       | Kathedrale des Erzbistums Gatineau                                                                                |
| Québec                   | Gatineau-Hull               | Saint-Joseph Co-Cathedral                        | römisch-katholisch                            | 1913                                       | Konkathedrale des Erzbistums Gatineau                                                                             |
| Québec                   | Joliette                    | Saint-Charles-Borromée Cathedral                 | römisch-katholisch                            | 1892                                       | Kathedrale des Bistums Joliette                                                                                   |
| Québec                   | Longueuil                   | Co-cathédrale Saint-Antoine                      | römisch-katholisch                            | 1698                                       | Konkathedrale des Bistums Saint-Jean-Longueuil                                                                    |
| Québec                   | Mont-Laurier                | Notre-Dame-de-Fourvière Cathedral                | römisch-katholisch                            | 1895                                       | Kathedrale des Bistums Mont-Laurier                                                                               |
| Québec                   | Montreal                    | Christ Church Cathedral                          | anglikanisch                                  | 1859 (Vorgängerbau 1814)                   | Kathedrale der Diözese Montreal                                                                                   |
| Québec                   | Montreal                    | Marie-Reine-du-Monde de Montréal                 | römisch-katholisch                            | 1875–1894                                  | Kathedrale des Erzbistums Montreal                                                                                |
| Québec                   | Montreal                    | St. Sophie’s Cathedral                           | ukrainisch-orthodoxe Kirche in Kanada         | ?                                          | Kathedrale der Diözese Quebec                                                                                     |
| Québec                   | Montreal                    | St. George Cathedral                             | griechisch-orthodox                           | ?                                          | Ehren-Kathedrale (honoris causa)                                                                                  |
| Québec                   | Montreal                    | St. John the Baptist Cathedral                   | rumänisch-orthodox                            | ?                                          | Kathedrale der Diözese Quebec                                                                                     |
| Québec                   | Montreal                    | Saint-Sauveur Cathedral                          | melkitisch-griechisch                         | ?                                          | Kathedrale der Eparchie Saint-Sauveur de Montréal                                                                 |
| Québec                   | Montreal                    | Saint-Maron Cathedral                            | maronitisch                                   | ?                                          | Kathedrale der Eparchie Saint-Maron de Montréal                                                                   |
| Québec                   | Nicolet                     | Saint-Jean-Baptiste Cathedral                    | römisch-katholisch                            | 1831                                       | Kathedrale des Bistums Nicolet                                                                                    |
| Québec                   | Québec                      | Notre-Dame de Québec                             | römisch-katholisch                            | 1647, 1744–1748 neu gebaut, 1930 erneuert  | Kathedrale des Erzbistums Québec seit 1664                                                                        |
| Québec                   | Québec                      | Holy Trinity Cathedral                           | anglikanisch                                  | 1804                                       | Kathedrale der Diözese Québec                                                                                     |
| Québec                   | Rimouski                    | Cathedral Saint-Germain                          | römisch-katholisch                            | 1829                                       | Kathedrale des Erzbistums Rimouski                                                                                |
| Québec                   | Rouyn-Noranda               | Cathédrale Saint-Joseph                          | römisch-katholisch                            | 1946                                       | Kathedrale des Bistums Rouyn-Noranda                                                                              |
| Québec                   | Rouyn-Noranda               | Ancienne Cathédrale Saint-Michel-Archange        | römisch-katholisch                            | 1927                                       | ehemalige Kathedrale des Bistums Rouyn-Noranda                                                                    |
| Québec                   | Sainte-Anne-de-la-Pocatière | Sainte-Anne Cathedral                            | römisch-katholisch                            | 1715                                       | Kathedrale des Bistums Sainte-Anne-de-la-Pocatiére                                                                |
| Québec                   | Saint-Hyacinthe             | Saint-Hyacinthe-le-Confesseur Cathedral          | römisch-katholisch                            | 1853                                       | Kathedrale des Bistums Saint-Hyacinthe                                                                            |
| Québec                   | Saint-Hyacinthe             | Saint-Matthieu Pro-Cathedral                     | römisch-katholisch                            | 1772                                       | frühere Kathedrale des Bistums Saint-Hyacinthe                                                                    |
| Québec                   | Saint-Jean-sur-Richelieu    | Cathédrale Saint-Jean-l’Évangéliste              | römisch-katholisch                            | 1828                                       | Kathedrale des Bistums Saint-Jean-Longueuil                                                                       |
| Québec                   | Saint-Jérôme                | Saint-Jérôme Cathedral                           | römisch-katholisch                            | 1834                                       | Kathedrale des Bistums Saint-Jérôme                                                                               |
| Québec                   | Salaberry-de-Valleyfield    | Cécile Cathedral Basilica                        | römisch-katholisch                            | 1855                                       | Kathedrale des Bistums Valleyfield                                                                                |
| Québec                   | Sherbrooke                  | Saint-Michel Cathedral Basilica                  | römisch-katholisch                            | 1872                                       | Kathedrale des Erzbistums Sherbrooke                                                                              |
| Québec                   | Trois-Rivières              | De l’Assomption (Immaculée-Conception) Cathedral | römisch-katholisch                            | 1678                                       | Kathedrale des Bistums Trois-Rivières                                                                             |
| Saskatchewan             | Gravelbourg                 | Our Lady of Assumption Co-Cathedral              | römisch-katholisch                            | ?                                          | frühere Kathedrale of St. Philomena des aufgelösten Bistums Gravelburg, heute Konkathedrale des Erzbistums Regina |
| Saskatchewan             | Muenster                    | St Peter’s Co-Cathedral                          | römisch-katholisch                            | ?                                          | |
| Saskatchewan             | Qu’Appelle                  | St. Peter’s Pro-Cathedral                        | anglikanisch                                  | 1885                                       | frühere Kathedrale der Diözese Qu’Appelle bis 1944                                                                |
| Saskatchewan             | Prince Albert               | St. Alban’s Cathedral                            | anglikanisch                                  | ?                                          | Kathedrale des Bistums Saskatchewan                                                                               |
| Saskatchewan             | Prince Albert               | Sacred Heart Cathedral                           | römisch-katholisch                            | 1882                                       | Kathedrale des Bistums Prince Albert                                                                              |
| Saskatchewan             | Regina                      | Holy Rosary Cathedral                            | römisch-katholisch                            | 1912–1913                                  | Kathedrale des Erzbistums Regina                                                                                  |
| Saskatchewan             | Regina                      | Our Lady of Assumption Co-Cathedral              | römisch-katholisch                            | 1918                                       | Konkathedrale des Erzbistums Regina                                                                               |
| Saskatchewan             | Regina                      | St. Paul’s Cathedral                             | anglikanisch                                  | 1894–1895 (Vorgängerbau 1883)              | Kathedrale der Diözese Qu’Appelle                                                                                 |
| Saskatchewan             | Regina                      | St. George’s Cathedral                           | rumänisch-orthodox                            | ?                                          | |
| Saskatchewan             | Saskatoon                   | Cathedral of St. John                            | anglikanisch                                  | 1912–1917 (Vorgängerbau 1903)              | Kathedrale des Bistums Saskatoon                                                                                  |
| Saskatchewan             | Saskatoon                   | Holy Trinity Cathedral                           | Ukrainisch-orthodoxe Kirche von Kanada        | ?                                          | Kathedrale der Diözese Saskatchewan                                                                               |
| Saskatchewan             | Saskatoon                   | Cathedral of St. George                          | ukrainisch-katholisch                         | 1923                                       | Kathedrale der Eparchie Saskatoon                                                                                 |
| Saskatchewan             | Saskatoon                   | St Paul’s Cathedral                              | römisch-katholisch                            | ?                                          | Kathedrale des Bistums Saskatoon                                                                                  |
| Saskatchewan             | Saskatoon                   | St Peter’s Co-Cathedral                          | römisch-katholisch                            | 1903                                       | Konkathedrale des Bistums Saskatoon                                                                               |
| Yukon                    | Whitehorse                  | Sacred Heart Cathedral                           | römisch-katholisch                            | 1900                                       | Kathedrale des Bistums Whitehorse                                                                                 |
| Yukon                    | Whitehorse                  | Christ Church Cathedral                          | anglikanisch                                  | ?                                          | Kathedrale der Diözese Yukon                                                                                      |

## Mexiko
siehe: Kathedralen in Mittel- und Südamerika: Mexiko

## Vereinigte Staaten
| Bundesstaat          | Ort                      | Name                                                                         | Konfession                       | Bauzeit                                                                   | Anmerkungen                                          |
| -------------------- | ------------------------ | ---------------------------------------------------------------------------- | -------------------------------- | ------------------------------------------------------------------------- | ---------------------------------------------------- |
| Alabama              | Birmingham               | St. Paul’s Cathedral                                                         | römisch-katholisch               | 1890–1893 (Vorgängerbau 1872)                                             |                                                      |
| Alabama              | Birmingham               | Cathedral Church of the Advent                                               | episkopal                        | ?                                                                         |                                                      |
| Alabama              | Mobile                   | Cathedral Basilica of the Immaculate Conception                              | römisch-katholisch               | 1835–1884 (Vorgängerbau 1711)                                             |                                                      |
| Alabama              | Mobile                   | Christ Church Cathedral                                                      | episkopal                        | ?                                                                         |                                                      |
| Alaska               | Anchorage                | Holy Family Cathedral                                                        | römisch-katholisch               | ?                                                                         |                                                      |
| Alaska               | Anchorage                | St. Innocent Cathedral                                                       | orthodox                         | ?                                                                         |                                                      |
| Alaska               | Anchorage                | St. Nicholas of Myra Pro-Cathedral                                           | ruthenisch-katholisch            | ?                                                                         |                                                      |
| Alaska               | Fairbanks                | Sacred Heart Cathedral                                                       | römisch-katholisch               | ?                                                                         |                                                      |
| Alaska               | Juneau                   | Cathedral of the Nativity                                                    | römisch-katholisch               | ?                                                                         |                                                      |
| Alaska               | Kodiak                   | Holy Resurrection Cathedral                                                  | orthodox                         | ?                                                                         |                                                      |
| Alaska               | Sitka                    | St. Michael the Archangel Cathedral                                          | orthodox                         | ?                                                                         |                                                      |
| Alaska               | Unalaska                 | Holy Ascension of Our Lord Cathedral                                         | orthodox                         | ?                                                                         |                                                      |
| Arizona              | Phoenix                  | Saints Simon and Jude Cathedral                                              | römisch-katholisch               | 1966                                                                      |                                                      |
| Arizona              | Phoenix                  | St. Stephen Pro-Cathedral                                                    | ruthenisch-katholisch            | ?                                                                         |                                                      |
| Arizona              | Phoenix                  | Trinity Cathedral                                                            | episkopal                        | ?                                                                         |                                                      |
| Arizona              | Phoenix                  | Holy Trinity Cathedral                                                       | griechisch-orthodox              | ?                                                                         |                                                      |
| Arizona              | Tucson                   | St. Augustine Cathedral                                                      | römisch-katholisch               | ?                                                                         |                                                      |
| Arkansas             | Little Rock              | St. Andrew Cathedral                                                         | römisch-katholisch               | 1878–1881 (Vorgängerbau 1845)                                             |                                                      |
| Arkansas             | Little Rock              | Trinity Cathedral                                                            | episkopal                        | ?                                                                         |                                                      |
| Colorado             | Colorado Springs         | Cathedral of Saint Mary                                                      | römisch-katholisch               | 1891–1898                                                                 |                                                      |
| Colorado             | Denver                   | Cathedral Basilica of the Immaculate Conception                              | römisch-katholisch               | 1902–1911                                                                 |                                                      |
| Colorado             | Denver                   | Cathedral of St. John in the Wilderness                                      | episkopal                        | ?                                                                         |                                                      |
| Colorado             | Pueblo                   | Cathedral of the Sacred Heart                                                | römisch-katholisch               | 1912–1913 (Vorgängerbau 1873)                                             |                                                      |
| Connecticut          | Bloomfield               | The First Cathedral                                                          | ohne Konfession                  | ?                                                                         |                                                      |
| Connecticut          | Bridgeport               | St. Augustine Cathedral                                                      | römisch-katholisch               | ?                                                                         |                                                      |
| Connecticut          | Hartford                 | St. Joseph Cathedral                                                         | römisch-katholisch               | 1962 (an Stelle der 1956 abgebrannten alten Kathedrale von 1876 bis 1892) |                                                      |
| Connecticut          | Hartford                 | Christ Church Cathedral                                                      | episkopal                        | ?                                                                         |                                                      |
| Connecticut          | Norwich                  | St. Patrick Cathedral                                                        | römisch-katholisch               | ?                                                                         |                                                      |
| Connecticut          | Stamford                 | St. Vladimir Cathedral                                                       | ukrainisch-katholisch            | ?                                                                         |                                                      |
| Delaware             | Wilmington               | St. Peter Cathedral                                                          | römisch-katholisch               | 1816–1818                                                                 |                                                      |
| Delaware             | Wilmington               | St. John’s Cathedral                                                         | episkopal                        | ?                                                                         |                                                      |
| Florida              | Fort Lauderdale          | Sunshine Cathedral                                                           | Metropolitan Community Church    | ?                                                                         |                                                      |
| Florida              | Jacksonville             | St. John’s Cathedral                                                         | episkopal                        | ?                                                                         |                                                      |
| Florida              | Miami                    | St. Mary’s Cathedral                                                         | römisch-katholisch               | 1922–1957                                                                 |                                                      |
| Florida              | Miami                    | Trinity Cathedral                                                            | episkopal                        | ?                                                                         |                                                      |
| Florida              | Orlando                  | St. James Cathedral                                                          | römisch-katholisch               | 1952 (Vorläuferbau 1887–1891)                                             |                                                      |
| Florida              | Orlando                  | Cathedral Church of St. Luke                                                 | episkopal                        | ?                                                                         |                                                      |
| Florida              | Palm Beach               | Cathedral of St. Ignatius Loyola                                             | römisch-katholisch               | ?                                                                         |                                                      |
| Florida              | Pensacola                | Cathedral of the Sacred Heart                                                | römisch-katholisch               | 1967                                                                      |                                                      |
| Florida              | Saint Augustine          | Cathedral Basilica of St. Augustine                                          | römisch-katholisch               | 1793–1797                                                                 |                                                      |
| Florida              | Saint Petersburg         | Cathedral of St. Jude the Apostle                                            | römisch-katholisch               | ?                                                                         |                                                      |
| Florida              | Saint Petersburg         | Cathedral Church of St. Peter                                                | episkopal                        | ?                                                                         |                                                      |
| Florida              | Tallahassee              | Co-Cathedral of St. Thomas More                                              | römisch-katholisch               | ?                                                                         | Konkathedrale der Diözese Pensacola-Tallahassee      |
| Florida              | Venice                   | Epiphany Cathedral                                                           | römisch-katholisch               | ?                                                                         |                                                      |
| Georgia              | Atlanta                  | Cathedral of Christ the King                                                 | römisch-katholisch               | 1936–1937                                                                 |                                                      |
| Georgia              | Atlanta                  | Cathedral of the Annunciation                                                | griechisch-orthodox              | ?                                                                         |                                                      |
| Georgia              | Atlanta                  | St. Philip Cathedral                                                         | episkopal                        | ?                                                                         |                                                      |
| Georgia              | Savannah                 | Kathedralbasilika St. Johannes der Täufer                                    | römisch-katholisch               | 1870–1873                                                                 |                                                      |
| Georgia              | Savannah                 | St. Paul the Apostle Pro-Cathedral                                           | episkopal                        | ?                                                                         | Pro-Kathedrale                                       |
| Hawaii               | Honolulu                 | Our Lady of Peace Cathedral                                                  | römisch-katholisch               | 1843                                                                      |                                                      |
| Hawaii               | Honolulu                 | Co-Cathedral of St. Theresa of the Child Jesus                               | römisch-katholisch               | 1932, 1963 erneuert                                                       | Konkathedrale                                        |
| Hawaii               | Honolulu                 | Cathedral Church of Saint Andrew                                             | episkopal                        | ?                                                                         |                                                      |
| Idaho                | Boise                    | Cathedral of St. John the Evangelist                                         | römisch-katholisch               | ?                                                                         |                                                      |
| Idaho                | Boise                    | Cathedral Church of St. Michael                                              | episkopal                        | ?                                                                         |                                                      |
| Illinois             | Belleville               | St. Peter Cathedral                                                          | römisch-katholisch               | 1863                                                                      |                                                      |
| Illinois             | Bellwood                 | Mar Thoma Shleeha Cathedral Church (Saint Thomas the Apostle)                | syromalabaritisch                | ?                                                                         |                                                      |
| Illinois             | Chicago                  | St. James Cathedral                                                          | episkopal                        | ?                                                                         |                                                      |
| Illinois             | Chicago                  | Holy Name Cathedral                                                          | römisch-katholisch               | 1874–1875                                                                 |                                                      |
| Illinois             | Chicago                  | St. Peter’s Old Catholic Cathedral                                           | römisch-katholisch               | ?                                                                         | ehemalige Kathedrale                                 |
| Illinois             | Chicago                  | St. Nicholas Cathedral                                                       | ukrainisch-katholisch            | ?                                                                         |                                                      |
| Illinois             | Chicago                  | Holy Trinity Cathedral                                                       | orthodox                         | ?                                                                         |                                                      |
| Illinois             | Chicago                  | St. George Cathedral                                                         | orthodox                         | ?                                                                         |                                                      |
| Illinois             | Joliet                   | Cathedral of St. Raymond Nonnatus                                            | römisch-katholisch               | 1952–1954                                                                 |                                                      |
| Illinois             | Peoria                   | Cathedral of St. Mary of the Immaculate Conception                           | römisch-katholisch               | 1861–1866                                                                 |                                                      |
| Illinois             | Peoria                   | St. Paul’s Cathedral                                                         | episkopal                        | ?                                                                         |                                                      |
| Illinois             | Rockford                 | Holy Family Church                                                           | römisch-katholisch               | 1973–1975                                                                 | erste Kathedrale                                     |
| Illinois             | Rockford                 | St. Peter Cathedral                                                          | römisch-katholisch               | ?                                                                         |                                                      |
| Illinois             | Springfield              | Cathedral of the Immaculate Conception                                       | römisch-katholisch               | 1928                                                                      |                                                      |
| Illinois             | Springfield              | St. Paul’s Cathedral                                                         | episkopal                        | ?                                                                         |                                                      |
| Indiana              | Evansville               | St. Benedict Cathedral                                                       | römisch-katholisch               | 1912–1914, Neubau 1928                                                    | Kathedrale seit 1999                                 |
| Indiana              | Evansville               | Assumption Church                                                            | römisch-katholisch               | 1837                                                                      | Kathedrale 1847–1965                                 |
| Indiana              | Evansville               | Holy Trinity Cathedral                                                       | episkopal                        | 1849, neu errichtet 1957                                                  | Kathedrale 1965–1999                                 |
| Indiana              | Fort Wayne               | St. Augustine Cathedral                                                      | römisch-katholisch               | 1840–1859                                                                 |                                                      |
| Indiana              | Fort Wayne               | Cathedral of the Immaculate Conception                                       | römisch-katholisch               | 1860                                                                      |                                                      |
| Indiana              | Indianapolis             | SS. Peter and Paul Cathedral                                                 | römisch-katholisch               | ?                                                                         |                                                      |
| Indiana              | Indianapolis             | Christ Church Cathedral                                                      | episkopal                        | ?                                                                         |                                                      |
| Indiana              | Lafayette                | St. Mary Cathedral                                                           | römisch-katholisch               | 1861–1866                                                                 |                                                      |
| Indiana              | South Bend               | St. Matthew Cathedral                                                        | römisch-katholisch               | ?                                                                         | Konkathedrale                                        |
| Indiana              | South Bend               | St. James’ Cathedral                                                         | episkopal                        | ?                                                                         |                                                      |
| Indiana              | Vincennes                | Basilica of St. Francis Xavier                                               | römisch-katholisch               | 1826–1839                                                                 | erste Kathedrale der Diözese Evansville              |
| Iowa                 | Davenport                | Sacred Heart Cathedral                                                       | römisch-katholisch               | 1890–1891                                                                 |                                                      |
| Iowa                 | Davenport                | Trinity Cathedral                                                            | episkopal                        | 1867–1873                                                                 |                                                      |
| Iowa                 | Des Moines               | St. Paul’s Cathedral                                                         | episkopal                        | 1885                                                                      |                                                      |
| Iowa                 | Des Moines               | St. Ambrose Cathedral                                                        | römisch-katholisch               | 1890–1891                                                                 |                                                      |
| Iowa                 | Dubuque                  | St. Raphael Cathedral                                                        | römisch-katholisch               | 1857–1861                                                                 |                                                      |
| Iowa                 | Sioux City               | Cathedral of the Epiphany                                                    | römisch-katholisch               | 1902–1904                                                                 |                                                      |
| Kalifornien          | El Cajon                 | St. Peter Cathedral                                                          | chaldäisch                       | ?                                                                         |                                                      |
| Kalifornien          | Fresno                   | St. John’s Cathedral                                                         | römisch-katholisch               | 1902–1903                                                                 |                                                      |
| Kalifornien          | Fresno                   | St. James Cathedral                                                          | episkopal                        | ?                                                                         |                                                      |
| Kalifornien          | Garden Grove             | Crystal Cathedral                                                            | reformiert                       | ?                                                                         |                                                      |
| Kalifornien          | Los Angeles              | Kathedrale Unserer Lieben Frau von den Engeln                                | römisch-katholisch               | 2002                                                                      |                                                      |
| Kalifornien          | Los Angeles              | Cathedral of Saint Vibiana                                                   | römisch-katholisch               | 1876–1994                                                                 | ehemalige Kathedrale                                 |
| Kalifornien          | Los Angeles              | Cathedral Center of St. Paul                                                 | episkopal                        | ?                                                                         |                                                      |
| Kalifornien          | Los Angeles              | St. Peter Cathedral – Our Lady of Mount Lebanon                              | maronitisch                      | ?                                                                         |                                                      |
| Kalifornien          | Los Angeles              | St. Raymond’s Co-Cathedral                                                   | maronitisch                      | ?                                                                         |                                                      |
| Kalifornien          | Los Angeles              | St. Sophia Cathedral                                                         | griechisch-orthodox              | ?                                                                         |                                                      |
| Kalifornien          | Los Angeles              | Holy Virgin Mary Cathedral                                                   | orthodox                         | ?                                                                         |                                                      |
| Kalifornien          | Los Angeles-Sherman Oaks | St. Mary Cathedral                                                           | byzantinisch-katholisch          | ?                                                                         |                                                      |
| Kalifornien          | Los Angeles-Van Nuys     | St. Mary Cathedral                                                           | ruthenisch-katholisch            | ?                                                                         |                                                      |
| Kalifornien          | Monterey                 | Cathedral of San Carlos Borromeo                                             | römisch-katholisch               | 1789–1794                                                                 |                                                      |
| Kalifornien          | Oakland                  | Ascension Greek Orthodox Cathedral                                           | griechisch-orthodox              | ?                                                                         |                                                      |
| Kalifornien          | Oakland                  | Cathedral of St. Francis de Sales                                            | römisch-katholisch               | 1893, 1989 beschädigt                                                     | Konkathedrale                                        |
| Kalifornien          | Oakland                  | Cathedral of Christ the Light                                                | römisch-katholisch               | 2000–2008                                                                 |                                                      |
| Kalifornien          | Orange                   | Cathedral of the Holy Family                                                 | römisch-katholisch               | 1956–1958                                                                 |                                                      |
| Kalifornien          | Sacramento               | Trinity Cathedral                                                            | episkopal                        | ?                                                                         |                                                      |
| Kalifornien          | Sacramento               | Cathedral of the Blessed Sacrament                                           | römisch-katholisch               | 1887                                                                      |                                                      |
| Kalifornien          | Sacramento               | Cathedral of Promise                                                         | Metropolitan Community Church    | ?                                                                         |                                                      |
| Kalifornien          | San Bernardino           | Our Lady of the Rosary Cathedral                                             | römisch-katholisch               | 1928                                                                      |                                                      |
| Kalifornien          | San Diego                | St. Paul’s Cathedral                                                         | episkopal                        | ?                                                                         |                                                      |
| Kalifornien          | San Diego                | St. Joseph Cathedral                                                         | römisch-katholisch               | 1941                                                                      |                                                      |
| Kalifornien          | San Diego                | Proto-Cathedral of the Immaculata                                            | römisch-katholisch               | ?                                                                         | ehemalige Kathedrale                                 |
| Kalifornien          | San Diego                | St. Peter Chaldean Catholic Cathedral                                        | chaldäisch                       | ?                                                                         |                                                      |
| Kalifornien          | San Francisco            | Grace Cathedral                                                              | episkopal                        | ?                                                                         |                                                      |
| Kalifornien          | San Francisco            | Cathedral of Saint Mary of the Assumption                                    | römisch-katholisch               | 1891–1962 (abgebrannt), 1967–1970                                         |                                                      |
| Kalifornien          | San Francisco            | Old St. Mary’s Cathedral                                                     | römisch-katholisch               | 1854                                                                      | ehemalige Kathedrale                                 |
| Kalifornien          | San Francisco            | Holy Trinity Cathedral                                                       | orthodox                         | ?                                                                         |                                                      |
| Kalifornien          | San José                 | Cathedral Basilica of Saint Joseph                                           | römisch-katholisch               | 1877–1885                                                                 |                                                      |
| Kalifornien          | San José                 | St. Patrick Proto-Cathedral                                                  | römisch-katholisch               | 1888–1906 erster Bau, 1907–1967 zweiter Bau, 1967 dritter Bau             | ehemalige Kathedrale                                 |
| Kalifornien          | San José                 | Trinity Cathedral                                                            | episkopal                        | ?                                                                         |                                                      |
| Kalifornien          | Santa Rosa               | Cathedral of Saint Eugene                                                    | römisch-katholisch               | ?                                                                         |                                                      |
| Kalifornien          | Stockton                 | Cathedral of the Annunciation                                                | römisch-katholisch               | ?                                                                         |                                                      |
| Kansas               | Kansas City              | Cathedral of Saint Peter the Apostle                                         | römisch-katholisch               | ?                                                                         |                                                      |
| Kansas               | Dodge City               | Cathedral of Our Lady of Guadalupe                                           | römisch-katholisch               | ?                                                                         |                                                      |
| Kansas               | Salina                   | Cathedral of the Sacred Heart                                                | römisch-katholisch               | ?                                                                         |                                                      |
| Kansas               | Salina                   | Christ Cathedral                                                             | episkopal                        | ?                                                                         |                                                      |
| Kansas               | Topeka                   | Grace Cathedral                                                              | episkopal                        | ?                                                                         |                                                      |
| Kansas               | Wichita                  | Cathedral of the Immaculate Conception                                       | römisch-katholisch               | ?                                                                         |                                                      |
| Kansas               | Wichita                  | St. George’s Cathedral                                                       | orthodox                         | ?                                                                         |                                                      |
| Kentucky             | Bardstown                | Basilica of St. Joseph Proto-Cathedral                                       | römisch-katholisch               | 1816–1823                                                                 | ehemalige Kathedrale der Diözese Louisville          |
| Kentucky             | Covington                | Cathedral Basilica of the Assumption                                         | römisch-katholisch               | 1894–1915                                                                 |                                                      |
| Kentucky             | Lexington                | Cathedral of Christ the King                                                 | römisch-katholisch               | ?                                                                         |                                                      |
| Kentucky             | Lexington                | Christ Church Cathedral                                                      | episkopal                        | ?                                                                         |                                                      |
| Kentucky             | Louisville               | Christ Church Cathedral                                                      | episkopal                        | ?                                                                         |                                                      |
| Kentucky             | Louisville               | Cathedral of the Assumption                                                  | römisch-katholisch               | 1850–1852                                                                 |                                                      |
| Kentucky             | Owensboro                | Cathedral of Saint Stephen                                                   | römisch-katholisch               | ?                                                                         |                                                      |
| Louisiana            | Alexandria               | Cathedral of Saint Francis Xavier                                            | römisch-katholisch               | ?                                                                         |                                                      |
| Louisiana            | Baton Rouge              | St. Joseph’s Cathedral                                                       | römisch-katholisch               | ?                                                                         |                                                      |
| Louisiana            | Houma                    | Cathedral of Saint Francis de Sales                                          | römisch-katholisch               | ?                                                                         |                                                      |
| Louisiana            | Lafayette                | Cathedral of Saint John the Evangelist                                       | römisch-katholisch               | ?                                                                         |                                                      |
| Louisiana            | Lake Charles             | Cathedral of the Immaculate Conception                                       | römisch-katholisch               | ?                                                                         |                                                      |
| Louisiana            | New Orleans              | Cathedral of Saint Louis IX King of France                                   | römisch-katholisch               | 1789–1794 (Vorgängerbauten ab 1718)                                       |                                                      |
| Louisiana            | New Orleans              | Christ Church Cathedral                                                      | episkopal                        | ?                                                                         |                                                      |
| Louisiana            | Shreveport               | Cathedral of Saint John Berchman                                             | römisch-katholisch               | ?                                                                         |                                                      |
| Louisiana            | Thibodaux                | Co-Cathedral of Saint Joseph                                                 | römisch-katholisch               | ?                                                                         | Konkathedrale der Diözese Houma-Thibodaux            |
| Maine                | Portland                 | St. Luke’s Cathedral                                                         | episkopal                        | ?                                                                         |                                                      |
| Maine                | Portland                 | Cathedral of the Immaculate Conception                                       | römisch-katholisch               | ?                                                                         |                                                      |
| Maryland             | Baltimore                | Cathedral of Mary Our Queen                                                  | römisch-katholisch               | 1954–1959                                                                 |                                                      |
| Maryland             | Baltimore                | Basilica of the National Shrine of the Assumption of the Blessed Virgin Mary | römisch-katholisch               | 1806–1821, seit 1959 Konkathedrale                                        |                                                      |
| Maryland             | Baltimore                | Cathedral of the Annunciation                                                | griechisch-orthodox              | ?                                                                         |                                                      |
| Maryland             | Baltimore                | Cathedral of the Incarnation                                                 | episkopal                        | ?                                                                         |                                                      |
| Maryland             | Easton                   | Trinity Cathedral                                                            | episkopal                        | ?                                                                         |                                                      |
| Massachusetts        | Boston                   | Cathedral Church of St. Paul                                                 | episkopal                        | ?                                                                         |                                                      |
| Massachusetts        | Boston                   | Cathedral of the Holy Cross                                                  | römisch-katholisch               | ?                                                                         |                                                      |
| Massachusetts        | Boston                   | Cathedral of the Annunciation                                                | melkitisch-griechisch            | ?                                                                         |                                                      |
| Massachusetts        | Boston                   | St. George Cathedral                                                         | orthodox                         | ?                                                                         |                                                      |
| Massachusetts        | Fall River               | Cathedral of Saint Mary                                                      | römisch-katholisch               | ?                                                                         |                                                      |
| Massachusetts        | Springfield              | St. Michael’s Cathedral                                                      | römisch-katholisch               | ?                                                                         |                                                      |
| Massachusetts        | Springfield              | Christ Church Cathedral                                                      | episkopal                        | ?                                                                         |                                                      |
| Massachusetts        | Worcester                | St. George Cathedral                                                         | orthodox                         | ?                                                                         |                                                      |
| Massachusetts        | Worcester                | St. Paul Cathedral                                                           | römisch-katholisch               | ?                                                                         |                                                      |
| Michigan             | Detroit                  | Cathedral of the Most Blessed Sacrament                                      | römisch-katholisch               | 1913–1951                                                                 |                                                      |
| Michigan             | Detroit                  | Our Lady of Chaldeans Cathedral                                              | chaldäisch                       | ?                                                                         |                                                      |
| Michigan             | Detroit                  | Cathedral Church of St. Paul                                                 | episkopal                        | ?                                                                         |                                                      |
| Michigan             | Gaylord                  | Cathedral of Saint Mary Our Lady of Mount Carmel                             | römisch-katholisch               | ?                                                                         |                                                      |
| Michigan             | Grand Rapids             | St. Andrew’s Cathedral                                                       | römisch-katholisch               | ?                                                                         |                                                      |
| Michigan             | Kalamazoo                | Cathedral of Saint Augustine                                                 | römisch-katholisch               | ?                                                                         |                                                      |
| Michigan             | Kalamazoo                | Cathedral of Christ the King                                                 | episkopal                        | ?                                                                         |                                                      |
| Michigan             | Lansing                  | Cathedral of Saint Mary                                                      | römisch-katholisch               | ?                                                                         |                                                      |
| Michigan             | Marquette                | Cathedral of Saint Peter                                                     | römisch-katholisch               | ?                                                                         |                                                      |
| Michigan             | Saginaw                  | Cathedral of Saint Mary                                                      | römisch-katholisch               | ?                                                                         |                                                      |
| Minnesota            | Crookston                | Cathedral of the Immaculate Conception                                       | römisch-katholisch               | ?                                                                         |                                                      |
| Minnesota            | Duluth                   | Cathedral of Our Lady                                                        | römisch-katholisch               | ?                                                                         |                                                      |
| Minnesota            | Faribault                | Cathedral of Our Merciful Saviour                                            | episkopal                        | 1862                                                                      |                                                      |
| Minnesota            | Minneapolis              | Co-Cathedral Basilica of Saint Mary                                          | römisch-katholisch               | 1907                                                                      |                                                      |
| Minnesota            | Minneapolis              | St. Mark’s Cathedral                                                         | episkopal                        | ?                                                                         |                                                      |
| Minnesota            | New Ulm                  | Cathedral of the Holy Trinity                                                | römisch-katholisch               | ?                                                                         |                                                      |
| Minnesota            | Saint Cloud              | Cathedral of Saint Mary                                                      | römisch-katholisch               | ?                                                                         |                                                      |
| Minnesota            | Saint Paul               | St. Paul’s Cathedral                                                         | römisch-katholisch               | 1904–1915                                                                 |                                                      |
| Minnesota            | Winona                   | Cathedral of the Sacred Heart                                                | römisch-katholisch               | 1944–1952                                                                 |                                                      |
| Minnesota            | Winona                   | St. Thomas Pro-Cathedral                                                     | römisch-katholisch               | 1882                                                                      | ehemalige Kathedrale                                 |
| Mississippi          | Biloxi                   | Cathedral of the Nativity of the Blessed Virgin Mary                         | römisch-katholisch               | 1900 (Vorgängerbau 1844–1900)                                             |                                                      |
| Mississippi          | Jackson                  | St. Andrew’s Cathedral                                                       | episkopal                        | ?                                                                         |                                                      |
| Mississippi          | Jackson                  | Cathedral of Saint Peter the Apostle                                         | römisch-katholisch               | ?                                                                         |                                                      |
| Missouri             | Cape Girardeau           | Cathedral of Saint Mary                                                      | römisch-katholisch               | ?                                                                         | Konkathedrale der Diözese Springfield-Cape Girardeau |
| Missouri             | Jefferson City           | Cathedral of Saint Joseph                                                    | römisch-katholisch               | ?                                                                         |                                                      |
| Missouri             | Kansas City              | Grace and Holy Trinity Cathedral                                             | episkopal                        | ?                                                                         |                                                      |
| Missouri             | Kansas City              | Cathedral of the Immaculate Conception                                       | römisch-katholisch               | ?                                                                         |                                                      |
| Missouri             | St. Louis                | Cathedral Basilica of Saint Louis                                            | römisch-katholisch               | 1912                                                                      |                                                      |
| Missouri             | St. Louis                | Basilica of Saint Louis, King of France                                      | römisch-katholisch               | 1834                                                                      | ehemalige Kathedrale                                 |
| Missouri             | St. Louis                | Christ Church Cathedral                                                      | episkopal                        | ?                                                                         |                                                      |
| Missouri             | Springfield              | Cathedral of Saint Agnes                                                     | römisch-katholisch               | ?                                                                         |                                                      |
| Montana              | Billings                 | Co-Cathedral of Saint Patrick                                                | römisch-katholisch               | ?                                                                         | Konkathedrale der Diözese Great Falls-Billings       |
| Montana              | Great Falls              | Cathedral of Saint Ann                                                       | römisch-katholisch               | ?                                                                         |                                                      |
| Montana              | Helena                   | Cathedral of Saint Helena                                                    | römisch-katholisch               | 1908–1924                                                                 |                                                      |
| Montana              | Helena                   | Cathedral Church of St. Peter                                                | episkopal                        | ?                                                                         |                                                      |
| Nebraska             | Grand Island             | Cathedral of the Nativity of the Blessed Virgin Mary                         | römisch-katholisch               | ?                                                                         |                                                      |
| Nebraska             | Lincoln                  | Cathedral of the Risen Lord                                                  | römisch-katholisch               | ?                                                                         |                                                      |
| Nebraska             | Omaha                    | Cathedral of Saint Cecilia                                                   | römisch-katholisch               | 1905–1959                                                                 |                                                      |
| Nebraska             | Omaha                    | Trinity Cathedral                                                            | episkopal                        | ?                                                                         |                                                      |
| Nevada               | Las Vegas                | Guardian Angel Cathedral                                                     | römisch-katholisch               | ?                                                                         |                                                      |
| Nevada               | Reno                     | Cathedral of Saint Thomas Aquinas                                            | römisch-katholisch               | ?                                                                         |                                                      |
| New Hampshire        | Manchester               | Cathedral of Saint Joseph                                                    | römisch-katholisch               | ?                                                                         |                                                      |
| New Jersey           | Camden                   | Cathedral of the Immaculate Conception                                       | römisch-katholisch               | 1864                                                                      |                                                      |
| New Jersey           | Camden                   | Pro-Cathedral of Saint Joseph                                                | römisch-katholisch               | ?                                                                         |                                                      |
| New Jersey           | Metuchen                 | Cathedral of Saint Francis of Assisi                                         | römisch-katholisch               | ?                                                                         |                                                      |
| New Jersey           | Newark                   | Cathedral Basilica of the Sacred Heart                                       | römisch-katholisch               | 1899–1954                                                                 |                                                      |
| New Jersey           | Newark                   | Pro-Cathedral of Saint Patrick                                               | römisch-katholisch               | 1848–1850                                                                 | ehemalige Kathedrale                                 |
| New Jersey           | Newark                   | Trinity and St. Philip’s Cathedral                                           | episkopal                        | ?                                                                         |                                                      |
| New Jersey           | Passaic                  | St. Michael the Archangel Cathedral                                          | ruthenisch-katholisch            | ?                                                                         |                                                      |
| New Jersey           | Paterson                 | Cathedral of Saint John the Baptist                                          | römisch-katholisch               | ?                                                                         |                                                      |
| New Jersey           | Trenton                  | Cathedral of Saint Mary of the Assumption                                    | römisch-katholisch               | ?                                                                         |                                                      |
| New Jersey           | Trenton                  | Trinity Cathedral                                                            | episkopal                        | ?                                                                         |                                                      |
| New Jersey           | Woodland Park            | St. Michael the Archangel Cathedral Chapel                                   | ruthenisch-katholisch            | ?                                                                         |                                                      |
| New Mexico           | Albuquerque              | Cathedral of St. John                                                        | episkopal                        | ?                                                                         |                                                      |
| New Mexico           | Gallup                   | Cathedral of the Sacred Heart                                                | römisch-katholisch               | ?                                                                         |                                                      |
| New Mexico           | Las Cruces               | Cathedral of the Immaculate Heart of Mary                                    | römisch-katholisch               | ?                                                                         |                                                      |
| New Mexico           | Santa Fe                 | Cathedral Basilica of Saint Francis of Assisi                                | römisch-katholisch               | 1869–1886 (Vorgängerbau 1714–1717)                                        |                                                      |
| New York             | Albany                   | All Saints’ Cathedral                                                        | episkopal                        | 1884–1888                                                                 |                                                      |
| New York             | Albany                   | Cathedral of the Immaculate Conception                                       | römisch-katholisch               | 1848                                                                      |                                                      |
| New York             | Buffalo                  | Saint James Cathedral Basilica                                               | römisch-katholisch               | ?                                                                         |                                                      |
| New York             | Buffalo                  | St. Paul’s Cathedral                                                         | episkopal                        | 1849–1851                                                                 |                                                      |
| New York             | Garden City              | Cathedral of the Incarnation                                                 | episkopal                        | 1876                                                                      |                                                      |
| New York             | Hempstead                | St. Paul’s Cathedral                                                         | griechisch-orthodox              | ?                                                                         |                                                      |
| New York             | New York                 | Old St. Patrick’s Cathedral                                                  | römisch-katholisch               | 1860–1866, 1868 erneuert                                                  | ehemalige Kathedrale des Erzbistums New York         |
| New York             | New York                 | Saint Patrick’s Cathedral                                                    | römisch-katholisch               | 1858–1879                                                                 | Kathedrale des Erzbistums New York                   |
| New York             | New York                 | Cathedral of Saint John the Divine                                           | episkopal                        | 1892                                                                      |                                                      |
| New York             | New York                 | Saint Ann Cathedral                                                          | armenisch-katholisch             | 2004                                                                      | von Manhattan nach Brooklyn verlegt                  |
| New York             | Brooklyn                 | Saint James’ Cathedral                                                       | römisch-katholisch               | 1903                                                                      | Kathedrale der Diözese Brooklyn                      |
| New York             | Ogdensburg               | Cathedral of Saint Mary                                                      | römisch-katholisch               | ?                                                                         |                                                      |
| New York             | Rochester                | Cathedral of the Sacred Heart                                                | römisch-katholisch               | ?                                                                         |                                                      |
| New York             | Rochester                | Christ Church Cathedral                                                      | episkopal                        | 1855                                                                      |                                                      |
| New York             | Rockville Centre         | Cathedral of Saint Agnes                                                     | römisch-katholisch               | ?                                                                         |                                                      |
| New York             | Syracuse                 | St. Paul’s Cathedral                                                         | episkopal                        | ?                                                                         |                                                      |
| New York             | Syracuse                 | Cathedral of the Immaculate Conception                                       | römisch-katholisch               | 1904–1910 (Vorgängerbau 1874)                                             |                                                      |
| North Carolina       | Asheville                | Cathedral of All Souls                                                       | episkopal                        | ?                                                                         |                                                      |
| North Carolina       | Charlotte                | St. Patrick Cathedral                                                        | römisch-katholisch               | ?                                                                         |                                                      |
| North Carolina       | Raleigh                  | Sacred Heart Cathedral                                                       | römisch-katholisch               | ?                                                                         |                                                      |
| North Dakota         | Bismarck                 | Cathedral of the Holy Spirit                                                 | römisch-katholisch               | ?                                                                         |                                                      |
| North Dakota         | Fargo                    | Gethsemane Cathedral                                                         | episkopal                        | ?                                                                         |                                                      |
| North Dakota         | Fargo                    | Cathedral of Saint Mary                                                      | römisch-katholisch               | ?                                                                         |                                                      |
| Ohio                 | Cincinnati               | Christ Church Cathedral                                                      | episkopal                        | ?                                                                         |                                                      |
| Ohio                 | Cincinnati               | Cathedral of Saint Peter in Chains                                           | römisch-katholisch               | ?                                                                         |                                                      |
| Ohio                 | Cleveland                | Trinity Cathedral                                                            | episkopal                        | ?                                                                         |                                                      |
| Ohio                 | Cleveland                | Cathedral of Saint John the Evangelist                                       | römisch-katholisch               | ?                                                                         |                                                      |
| Ohio                 | Columbus                 | Annunciation Cathedral                                                       | griechisch-orthodox              | ?                                                                         |                                                      |
| Ohio                 | Columbus                 | Cathedral of the Dormition of the Virgin Mary                                | mazedonisch-orthodox             | 1965 (2006 abgebrannt)                                                    |                                                      |
| Ohio                 | Columbus                 | Cathedral of Saint Joseph                                                    | römisch-katholisch               | ?                                                                         |                                                      |
| Ohio                 | Steubenville             | Cathedral of the Holy Name of Jesus                                          | römisch-katholisch               | ?                                                                         |                                                      |
| Ohio                 | Parma                    | Cathedral of St. John the Baptist                                            | ruthenisch-katholisch            | ?                                                                         |                                                      |
| Ohio                 | Parma                    | Saint Josaphat Cathedral                                                     | ukrainisch-griechisch katholisch | ?                                                                         |                                                      |
| Ohio                 | Rossford                 | St. George Cathedral                                                         | orthodox                         | ?                                                                         |                                                      |
| Ohio                 | Toledo                   | Cathedral of Our Lady, Queen of the Most Holy Rosary                         | römisch-katholisch               | ?                                                                         |                                                      |
| Ohio                 | Youngstown               | Cathedral of Saint Columba                                                   | römisch-katholisch               | ?                                                                         |                                                      |
| Oklahoma             | Oklahoma City            | St. Paul’s Cathedral                                                         | episkopal                        | ?                                                                         |                                                      |
| Oklahoma             | Oklahoma City            | Cathedral of Our Lady of Perpetual Help                                      | römisch-katholisch               | ?                                                                         |                                                      |
| Oklahoma             | Oklahoma City            | St. Joseph Old Cathedral                                                     | römisch-katholisch               | ?                                                                         | ehemalige Kathedrale                                 |
| Oklahoma             | Tulsa                    | Cathedral of the Holy Family                                                 | römisch-katholisch               | ?                                                                         |                                                      |
| Oregon               | Portland                 | Trinity Cathedral                                                            | episkopal                        | ?                                                                         |                                                      |
| Oregon               | Portland                 | Holy Trinity Cathedral                                                       | griechisch-orthodox              | ?                                                                         |                                                      |
| Oregon               | Portland                 | Cathedral of the Immaculate Conception                                       | römisch-katholisch               | ?                                                                         |                                                      |
| Oregon               | Baker                    | Cathedral of Saint Francis de Sales                                          | römisch-katholisch               | ?                                                                         |                                                      |
| Pennsylvania         | Allentown                | Cathedral of Saint Catherine of Siena                                        | römisch-katholisch               | 1952–1953                                                                 |                                                      |
| Pennsylvania         | Altoona                  | Cathedral of the Blessed Sacrament                                           | römisch-katholisch               | ?                                                                         |                                                      |
| Pennsylvania         | Bethlehem                | Cathedral of the Nativity                                                    | episkopal                        | ?                                                                         |                                                      |
| Pennsylvania         | Bryn Athyn               | Cathedral of the New Church                                                  | New Church                       | ?                                                                         |                                                      |
| Pennsylvania         | Erie                     | St. Paul’s Cathedral                                                         | episkopal                        | ?                                                                         |                                                      |
| Pennsylvania         | Erie                     | Cathedral of Saint Peter                                                     | römisch-katholisch               | 1873–1893                                                                 |                                                      |
| Pennsylvania         | Greensburg               | Cathedral of the Blessed Sacrament                                           | römisch-katholisch               | ?                                                                         |                                                      |
| Pennsylvania         | Harrisburg               | St. Stephen’s Cathedral                                                      | episkopal                        | ?                                                                         |                                                      |
| Pennsylvania         | Harrisburg               | Cathedral of Saint Patrick                                                   | römisch-katholisch               | 1903–1907                                                                 |                                                      |
| Pennsylvania         | Johnstown                | Cathedral of Saint John Gualbert                                             | römisch-katholisch               | ?                                                                         | Co-Kathedrale der Diözese Altoona-Johnstown          |
| Pennsylvania         | Philadelphia             | Cathedral Church of Our Saviour                                              | episkopal                        | ?                                                                         |                                                      |
| Pennsylvania         | Philadelphia             | St. Stephen Cathedral                                                        | orthodox                         | ?                                                                         |                                                      |
| Pennsylvania         | Philadelphia             | Cathedral Basilica of Saints Peter and Paul                                  | römisch-katholisch               | 1864                                                                      |                                                      |
| Pennsylvania         | Philadelphia             | Cathedral of the Immaculate Conception                                       | ukrainisch-griechisch katholisch | ?                                                                         |                                                      |
| Pennsylvania         | Philadelphia             | Cathedral of St. George                                                      | griechisch-orthodox              | ?                                                                         |                                                      |
| Pennsylvania         | Pittsburgh               | Cathedral of Hope                                                            | presbyterisch                    | ?                                                                         |                                                      |
| Pennsylvania         | Pittsburgh               | Trinity Cathedral                                                            | episkopal                        | ?                                                                         |                                                      |
| Pennsylvania         | Pittsburgh               | Cathedral of Saint Paul                                                      | römisch-katholisch               | 1906 (Vorgängerbau 1843)                                                  |                                                      |
| Pennsylvania         | Pittsburgh               | St. John the Baptist Byzantin Catholic Cathedral                             | ruthenisch-katholisch            | 1978–1993 (Vorgängerbau 1902–1903)                                        |                                                      |
| Pennsylvania         | Wilkes-Barre             | Holy Resurrection Cathedral                                                  | orthodox                         | ?                                                                         |                                                      |
| Rhode Island         | Providence               | Cathedral of Saints Peter and Paul                                           | römisch-katholisch               | 1878–1889                                                                 |                                                      |
| Rhode Island         | Providence               | St. John’s Cathedral                                                         | episkopal                        | ?                                                                         |                                                      |
| South Carolina       | Charleston               | Cathedral of St. John the Baptist                                            | römisch-katholisch               | 1890 (Vorgängerbau 1850–1854)                                             |                                                      |
| South Carolina       | Charleston               | Cathedral of St. Luke and St. Paul                                           | episkopal                        | ?                                                                         |                                                      |
| South Carolina       | Columbia                 | Trinity Cathedral                                                            | episkopal                        | 1854                                                                      |                                                      |
| South Carolina       | Greenville               | St. George Cathedral                                                         | griechisch-orthodox              | ?                                                                         |                                                      |
| South Dakota         | Rapid City               | Cathedral of Our Lady of Perpetual Help                                      | römisch-katholisch               | ?                                                                         |                                                      |
| South Dakota         | Sioux Falls              | Cathedral of Saint Joseph                                                    | römisch-katholisch               | ?                                                                         |                                                      |
| South Dakota         | Sioux Falls              | Calvary Cathedral                                                            | episkopal                        | ?                                                                         |                                                      |
| Tennessee            | Knoxville                | St. John’s Cathedral                                                         | episkopal                        | ?                                                                         |                                                      |
| Tennessee            | Knoxville                | Cathedral of the Sacred Heart of Jesus                                       | römisch-katholisch               | ?                                                                         |                                                      |
| Tennessee            | Memphis                  | Cathedral of the Immaculate Conception                                       | römisch-katholisch               | ?                                                                         |                                                      |
| Tennessee            | Memphis                  | St. Mary’s Cathedral                                                         | episkopal                        | ?                                                                         |                                                      |
| Tennessee            | Nashville                | Cathedral of the Incarnation                                                 | römisch-katholisch               | ?                                                                         |                                                      |
| Tennessee            | Nashville                | Christ Church Cathedral                                                      | episkopal                        | ?                                                                         |                                                      |
| Texas                | Amarillo                 | Cathedral of Saint Laurence                                                  | römisch-katholisch               | ?                                                                         |                                                      |
| Texas                | Austin                   | Cathedral of Saint Mary                                                      | römisch-katholisch               | 1872–1873                                                                 |                                                      |
| Texas                | Beaumont                 | Saint Anthony Cathedral Basilica                                             | römisch-katholisch               | ?                                                                         |                                                      |
| Texas                | Bedford                  | St. Vincent’s Cathedral                                                      | episkopal                        | ?                                                                         |                                                      |
| Texas                | Brownsville              | Cathedral of the Immaculate Conception                                       | römisch-katholisch               | ?                                                                         |                                                      |
| Texas                | Corpus Christi           | Corpus Christi Cathedral                                                     | römisch-katholisch               | ?                                                                         |                                                      |
| Texas                | Dallas                   | St. Seraphim of Sarov Cathedral                                              | orthodox                         | ?                                                                         |                                                      |
| Texas                | Dallas                   | Cathedral Santuario de Guadalupe                                             | römisch-katholisch               | ?                                                                         |                                                      |
| Texas                | Dallas                   | Cathedral Church of Saint Matthew                                            | episkopal                        | ?                                                                         |                                                      |
| Texas                | El Paso                  | Cathedral of Saint Patrick                                                   | römisch-katholisch               | ?                                                                         |                                                      |
| Texas                | Fort Worth               | Cathedral of Saint Patrick                                                   | römisch-katholisch               | 1888–1892                                                                 |                                                      |
| Texas                | Galveston                | St. Mary’s Cathedral Besilica                                                | römisch-katholisch               | 1847–1848                                                                 |                                                      |
| Texas                | Houston                  | Co-Cathedral of the Sacred Heart                                             | römisch-katholisch               | 2005                                                                      |                                                      |
| Texas                | Houston                  | Christ Church Cathedral                                                      | episkopal                        | 1893                                                                      |                                                      |
| Texas                | Houston                  | Unsere Liebe Frau von Walsingham                                             | römisch-katholisch               | 2012                                                                      |                                                      |
| Texas                | Laredo                   | Cathedral of San Agustin                                                     | römisch-katholisch               | ?                                                                         |                                                      |
| Texas                | Lubbock                  | Cathedral of Christ the King                                                 | römisch-katholisch               | ?                                                                         |                                                      |
| Texas                | San Angelo               | Cathedral of the Sacred Heart                                                | römisch-katholisch               | ?                                                                         |                                                      |
| Texas                | San Antonio              | Cathedral Chapel of St. John                                                 | episkopal                        | ?                                                                         |                                                      |
| Texas                | San Antonio              | Rainbow Cathedral                                                            | Metropolitan Community Church    | ?                                                                         |                                                      |
| Texas                | San Antonio              | Cathedral of San Fernando                                                    | römisch-katholisch               | 1738–1750, 1868 erweitert                                                 |                                                      |
| Texas                | Tyler                    | Cathedral of the Immaculate Conception                                       | römisch-katholisch               | ?                                                                         |                                                      |
| Texas                | Victoria                 | Cathedral of Our Lady of Victory                                             | römisch-katholisch               | ?                                                                         |                                                      |
| Utah                 | Salt Lake City           | Cathedral of the Madeleine                                                   | römisch-katholisch               | 1900–1909                                                                 |                                                      |
| Utah                 | Salt Lake City           | St. Mark’s Cathedral                                                         | episkopal                        | 1870–1874                                                                 |                                                      |
| Vermont              | Burlington               | St. Paul’s Cathedral                                                         | episkopal                        | ?                                                                         | Kathedrale der Episcopal Diocese of Vermont          |
| Vermont              | Burlington               | Cathedral of the Immaculate Conception                                       | römisch-katholisch               | ?                                                                         |                                                      |
| Virginia             | Arlington                | Saint Thomas More                                                            | römisch-katholisch               | ?                                                                         |                                                      |
| Virginia             | Orkney Springs           | Cathedral Shrine of the Transfiguration                                      | episkopal                        | ?                                                                         |                                                      |
| Virginia             | Richmond                 | Cathedral of the Sacred Heart                                                | römisch-katholisch               | 1903                                                                      |                                                      |
| Washington           | Seattle                  | St. Mark’s Cathedral                                                         | episkopal                        | ?                                                                         |                                                      |
| Washington           | Seattle                  | Cathedral of Saint James                                                     | römisch-katholisch               | ?                                                                         |                                                      |
| Washington           | Spokane                  | Cathedral of Our Lady of Lourdes                                             | römisch-katholisch               | ?                                                                         |                                                      |
| Washington           | Spokane                  | Cathedral of St. John                                                        | episkopal                        | ?                                                                         |                                                      |
| Washington           | Yakima                   | Cathedral of Saint Paul                                                      | römisch-katholisch               | ?                                                                         |                                                      |
| District of Columbia | Washington, D.C.         | Cathedral of St. Matthew the Apostle                                         | römisch-katholisch               | 1893–1913                                                                 |                                                      |
| District of Columbia | Washington, D.C.         | Washington National Cathedral                                                | episkopal                        | ?                                                                         |                                                      |
| District of Columbia | Washington, D.C.         | Cathedral of St. John the Baptist                                            | russisch-orthodox                | ?                                                                         |                                                      |
| District of Columbia | Washington, D.C.         | St. Sophia Cathedral                                                         | griechisch-orthodox              | ?                                                                         |                                                      |
| District of Columbia | Washington, D.C.         | St. Nicholas Cathedral                                                       | Orthodoxe Kirche in Amerika      | ?                                                                         |                                                      |
| West Virginia        | Charleston               | Sacred Heart Co-Cathedral                                                    | römisch-katholisch               | 1897                                                                      | Konkathedrale der Diözese Wheeling-Charleston        |
| West Virginia        | Charleston               | St. George Cathedral                                                         | antiochisch-orthodox             | ?                                                                         |                                                      |
| West Virginia        | Wheeling                 | St. Joseph’s Cathedral                                                       | römisch-katholisch               | 1847                                                                      |                                                      |
| Wisconsin            | Eau Claire               | Christ Church Cathedral                                                      | episkopal                        | ?                                                                         |                                                      |
| Wisconsin            | Fond du Lac              | St. Paul’s Cathedral                                                         | episkopal                        | ?                                                                         |                                                      |
| Wisconsin            | Green Bay                | Cathedral of Saint Francis Xavier                                            | römisch-katholisch               | ?                                                                         |                                                      |
| Wisconsin            | Milwaukee                | Cathedral of St. John the Evangelist                                         | römisch-katholisch               | 1847–1852                                                                 |                                                      |
| Wisconsin            | Milwaukee                | All Saint’s Cathedral                                                        | episkopal                        | ?                                                                         |                                                      |
| Wisconsin            | La Crosse                | Cathedral of Saint Joseph the Workman                                        | römisch-katholisch               | 1962 (Vorgängerbau 1868)                                                  |                                                      |
| Wisconsin            | Madison                  | Cathedral of Saint Raphael                                                   | römisch-katholisch               | 1854                                                                      |                                                      |
| Wisconsin            | Superior                 | Cathedral of Christ the King                                                 | römisch-katholisch               | ?                                                                         |                                                      |
| Wyoming              | Cheyenne                 | Cathedral of Saint Mary                                                      | römisch-katholisch               | 1867–1870                                                                 |                                                      |
| Wyoming              | Laramie                  | St. Matthew’s Cathedral                                                      | episkopal                        | ?                                                                         |                                                      |